# Vosmaeropsis
Vosmaeropsis é um gênero de esponja marinha da família Heteropiidae.

## Espécies
- Vosmaeropsis cyathus (Verrill, 1873)
- Vosmaeropsis depressa Dendy, 1893
- Vosmaeropsis gardineri Ferrer-Hernandez, 1916
- Vosmaeropsis griseus Tanita, 1939
- Vosmaeropsis hispanica Ferrer-Hernandez, 1933
- Vosmaeropsis hozawai Borojevic & Klautau, 2000
- Vosmaeropsis inflata Tanita, 1942
- Vosmaeropsis japonica Hozawa, 1929
- Vosmaeropsis levis Hozawa, 1940
- Vosmaeropsis macera (Carter, 1886)